# Méditerranée centrale
- Centre des capitales
- Nouveaux Länder allemands
- Arc alpin
- Diagonale continentale
- Arc latin
- Méditerranée centrale
- Arc atlantique
- Régions de la mer du Nord
- Arc baltique

La Méditerranée centrale est un sous-ensemble de la région méditerranéenne décrit par la Commission européenne dans le rapport Coopération pour l’aménagement du territoire européen - Europe 2000 Plus. Le second sous-ensemble de l'espace « région méditerranéenne » est l'arc latin.
Le découpage adopté par la Commission dans ce rapport est une simple hypothèse de travail visant à faciliter les analyses et à mettre en évidence les dynamiques transnationales. La Commission ajoute, par ailleurs, que ce découpage ne vise pas à créer de « nouvelles super-régions européennes ».

## Modèles de développement
À l'instar de l'arc latin, la Méditerranée centrale est un espace de forte disparité de développement. Il faut distinguer deux grandes zones de développement :
- le Mezzogiorno, pouvant lui-même être subdivisé :
  - les régions dynamiques le long de l’Adriatique
  - les régions en voie de désindustrialisation autour de Tarente et Syracuse
  - des régions qui s'industrialisent lentement
  - et des régions rurales le long de l’axe tyrrhénien et dans l’intérieur.
- les régions en développement dans un axe en forme de « S » entre Thessalonique et Athènes.

## Sources

## Compléments